# Yigoga iranica
Yigoga iranica là một loài bướm đêm trong họ Noctuidae.